# Allerheiligen im Mühlkreis
Allerheiligen im Mühlkreis è un comune austriaco di 1 233 abitanti nel distretto di Perg, in Alta Austria.